# Jemesjaure
Jemesjaure är en sjö i Strömsunds kommun i Jämtland och ingår i Ångermanälvens huvudavrinningsområde. Sjön har en area på 1,02 kvadratkilometer och ligger 566,9 meter över havet. Jemesjaure ligger i Frostvikenfjällen Natura 2000-område. Sjön avvattnas av vattendraget Jemesjaureån.

## Delavrinningsområde
Jemesjaure ingår i det delavrinningsområde (716713-144543) som SMHI kallar för Utloppet av Jemesjaure. Medelhöjden är 633 meter över havet och ytan är 7,37 kvadratkilometer. Räknas de 20 avrinningsområdena uppströms in blir den ackumulerade arean 41,71 kvadratkilometer. Jemesjaureån som avvattnar avrinningsområdet har biflödesordning 5, vilket innebär att vattnet flödar genom totalt 5 vattendrag innan det når havet efter 292 kilometer. Avrinningsområdet består mestadels av skog (76 procent). Avrinningsområdet har 1,02 kvadratkilometer vattenytor vilket ger det en sjöprocent på 13,8 procent.